# C/2010 X1 (葉列寧)
C/2010 X1葉列寧彗星是蘇聯天文學家列昂尼德·葉列寧在2010年12月10日從美國新墨西哥州國際科學光學網絡位於英國新南威爾斯Mayhill的自動機器人天文台發現的長週期彗星，發現時的視星等只有19.5等，大約只有裸眼能見的6.5等星的15萬8600份之一。列昂尼德·葉列寧估計彗星的彗核直徑約三至四公里。2011年4月，它的光度約15等，相當於冥王星的亮度，彗髮（稀薄的氣體擴散的氣團）直徑估計約達8萬公里。
彗星在2011年9月10日經過離太陽0.4824天文單位的近日點，並在2011年10月16日掠過地球附近約0.233天文單位（3490萬公里，2170萬英里）處，相對於地球的速度大約是每小時8萬6000公里 。小行星中心的星曆表顯示彗星亮度將在2011年10月中達約6等，但在更了解彗髮的活躍程度前不能肯定它能否這麼亮。葉列寧在2011年10月8日凌晨在夜空中最靠近45P/Honda-Mrkos-Pajdušáková，並在10月15日經過火星前方。彗星在3月14日在距太陽178度之處衝，並在11月22日在距太陽175度處再一次衝；彗星與太陽的距角最小是在9月26日（1.9度），在7月28日至10月10日之間的距角則小於45度。
有鑑於這顆彗星的軌道離心率，給予不同的曆元，會導出不受攝動影響的二體日心遠日點的最適解。使用近日點附近的2011年8月曆元， Kazuo Kinoshita顯示C/2010 X1的日心軌週期為6萬年，但在高麗新綠的軌道上，在離開內太陽系之後，彗星會經常受行星攝動。對高離心率的天體，太陽的質心座標比日心座標更穩定。在離開行星的區域和使用相對於太陽系的質量中心計算得到長週期彗星的密切軌道是適當的。使用噴射推進實驗室線上曆書系統，以147天觀測的弧，2010年1月1日曆元導出的質心軌道元素是半長軸515天文單位，週期約1萬1700年。
在進入行星區域之前（1950曆元），葉列寧已經計算的質心軌道週期大約是350萬年，遠日點約4萬6400天文單位（0.73光年）。彗星可能在外歐特雲的鬆散渾沌軌道，很易受經過的恆星攝動。

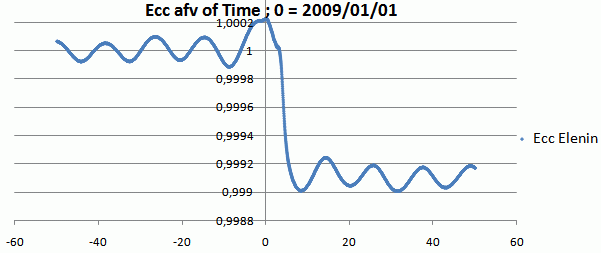
圖表顯示葉列寧彗星在進入行星區域之後，雙曲線軌道和近日點受到攝動成為受太陽約束的橢圓軌道。

## 外部連結
- Orbital simulation（页面存档备份，存于） from JPL (Java) / Horizons Ephemeris（页面存档备份，存于）
- Elements and Ephemeris for C/2010 X1 (Elenin)（页面存档备份，存于） - Minor Planet Center
- Comet Elenin FAQ（页面存档备份，存于） (Leonid Elenin)
- C/2010 X1 (Elenin)（页面存档备份，存于） - Seiichi Yoshida @ aerith.net (with pictures taken by different astronomers around the world)
- Latest image by Gustavo Muler on 06 May 2011 (comet 1.83AU from Earth)
- Bright Prospects for Comet Elenin? - Sky and Telescope (Kelly Beatty, December 24, 2010)
- So-So Prospects for Comet Elenin - Sky and Telescope (Kelly Beatty, April 12, 2011)
- C/2010 X1 (Elenin) at Kazuo Kinoshita
- Elenin, Leonid. . March 7, 2011  [2011-05-20]. （原始内容存档于2012-05-14）.
- MPEC 2011-C16 : OBSERVATIONS AND ORBITS OF COMETS（页面存档备份，存于） (2011 Feb. 5: e=1.0005, q=0.4812)
  - MPEC 2010-Y12 : OBSERVATIONS AND ORBITS OF COMETS（页面存档备份，存于） (2010 Dec. 18: Elenin had an assumed eccentricity of 1.0, q=0.4479)
  - MPEC 2010-Y24 : OBSERVATIONS AND ORBITS OF COMETS（页面存档备份，存于） (2010 Dec. 24: e=1.0, q=0.4420)
  - MPEC 2011-A08 : OBSERVATIONS AND ORBITS OF COMETS（页面存档备份，存于） (2011 Jan. 3: e=1.0, q=0.4849)
  - MPEC 2011-A38 : OBSERVATIONS AND ORBITS OF COMETS（页面存档备份，存于） (2011 Jan. 10: e=1.0018, q=0.4761)
  - MPEC 2011-A67 : OBSERVATIONS AND ORBITS OF COMETS（页面存档备份，存于） (2011 Jan. 15: e=1.0, q=0.4824)
  - MPEC 2011-B41 : OBSERVATIONS AND ORBITS OF COMETS（页面存档备份，存于） (2011 Jan. 27: e=1.0, q=0.4826)
- Catalogue of Comet Discoveries（页面存档备份，存于） - Maik Meyer
- The passage of comet C/2010 X1 (Elenin) through the Main Asteroid Belt（页面存档备份，存于） - (SpaceObs March 1, 2011)
- Conjunction of comet C/2101 X1 with bright galaxies（页面存档备份，存于） (SpaceObs March 9, 2011)